# دوقة براغانزا
تحتوي هذه القائمة على دوقات براغانزا القرينات من خلال أزواجهن الذين حملوا اللقب منذ القرن الخامس عشر، وأيضا احتوت القائمة على دوقات براغانزا القرينات من خلال أزواجهن الذين حملوا بصفة اسمية منذ القرن التاسع عشر وحتى الآن.

## دوقات براغانزا القرينات
| الصورة | الاسم                                 | الوالد                                                   | الميلاد        | الزواج         | أصبحت دوقة                    | توقف عن استخدام اللقب               | الوفاة         | زوج                   |
| ------ | ------------------------------------- | -------------------------------------------------------- | -------------- | -------------- | ----------------------------- | ----------------------------------- | -------------- | --------------------- |
|        | كونستانس دي نورونها                   | أفونسو، كونت خيخون ونورونها (نورونها)                    | 1395           | 1420           | 1442 صعود الزوج               | 15 ديسمبر 1461 وفاة الزوج           | 26 يناير 1480  | الدوم أفونسو الأول    |
|        | جوانا دي كاسترو                       | جواو دي كاسترو، لورد كادفال الثاني (كاسترو)              | 1410           | 28 ديسمبر 1429 | 15 ديسمبر 1461 صعود الزوج     | 1 أبريل 1478 وفاة الزوج             | 28 ديسمبر 1429 | الدوم فرناندو الأول   |
|        | إيزابيل من فيسيو                      | إنفانتي فرناندو دوق فيسيو (أفيز)                         | 1459           | 1472           | 1 أبريل 1478 صعود الزوج       | 1483 وفاة الزوج                     | 1521           | الدوم فرناندو الثاني  |
|        | إليونور دي ميندوزا                    | خوان ألفونسو بيريز دي غوزمان، دوقة شذونة الثالث (غوزمان) | -              | 1502           | 1502                          | 1512                                | 1512           | الدوم خايمي الأول     |
|        | جوانا دي ميندوزا                      | ديوغو دي ميندوزا (ميندوزا)                               | -              | 1520           | 1520                          | 20 سبتمبر 1532 وفاة الزوج           | 1580           | الدوم خايمي الأول     |
|        | إيزابيل دي لانكاستر                   | دينيس دي براغانزا، كونت ليموس (براغانزا)                 | 1513           | 25 يونيو 1542  | 25 يونيو 1542                 | 24 أغسطس 1558                       | 24 أغسطس 1558  | الدوم تيودوسيو الأول  |
|        | بياتريس دي لانكاستر                   | لويس دي لانكاستر، قائد أفيز الأكبر (أفيز-لانكاستر)       | 1542           | 4 سبتمبر 1559  | 4 سبتمبر 1559                 | 1563 وفاة الزوج                     | 12 يونيو 1623  | الدوم تيودوسيو الأول  |
|        | انفانتا كاترينا من غيمارايس           | إنفانتي دوارتي، دوق غيماريس (أفيز)                       | 18 يناير 1540  | 1563           | 1563                          | 1583 وفاة الزوج                     | 15 نوفمبر 1614 | الدوم جواو الأول      |
|        | آنا دي فيلاسكو وخيرون                 | خوان فردينانديز دي فيلاسكو، دوق فراياس (فيلاسكو)         | 1585           | 17 يونيو 1603  | 17 يونيو 1603                 | 7 نوفمبر 1607                       | 7 نوفمبر 1607  | الدوم تيودوسيو الثاني |
|        | لويزا دي غوزمان                       | خوان مانويل بيريز دي غوزمان، دوق شذونة الثامن (غوزمان)   | 13 أكتوبر 1613 | 12 يناير 1633  | 12 يناير 1633                 | 1 ديسمبر 1640 أصبحت الملكة القرينة  | 27 فبراير 1666 | الدوم جواو الثاني     |
|        | الأميرة ماريا فرانسيسكا من نيمور      | شارل أميدي دوق نيمور (سافوي)                             | 21 يونيو 1646  | 2 أبريل 1668   | 2 أبريل 1668                  | 12 سبتمبر 1683 أصبحت الملكة القرينة | 27 ديسمبر 1683 | الدوم بيدرو الأول     |
|        | انفانتا ماريانا فيكتوريا من إسبانيا   | فيليب الخامس ملك إسبانيا (بوربون)                        | 31 مارس 1718   | 19 يناير 1729  | 19 يناير 1729                 | 31 يناير 1750 أصبحت الملكة القرينة  | 15 يناير 1781  | الدوم جوزيه الأول     |
|        | انفانتا بينديتا من البرتغال           | جوزيه الأول ملك البرتغال (براغانزا)                      | 25 يوليو 1746  | 21 فبراير 1777 | 24 فبراير 1777 أصبحت أميرة    | 11 سبتمبر 1788 وفاة الزوج           | 18 أغسطس 1829  | الدوم جوزيه الثاني    |
|        | إنفانتا كارلوتا من إسبانيا            | كارلوس الرابع ملك إسبانيا (بوربون)                       | 25 أبريل 1775  | 8 مايو 1785    | 11 سبتمبر 1788 وفاة سلفهسلفها | 20 مارس 1816 أصبحت الملكة           | 7 ديسمبر 1830  | الدوم جواو الرابع     |
|        | الأرشيدوقة ماريا ليوبولدينا من النمسا | فرانتس الثاني، إمبراطور روماني مقدس (هابسبورغ-لورين)     | 22 يناير 1797  | 6 نوفمبر 1817  | 6 نوفمبر 1817                 | 26 مارس 1826 أصبحت الملكة           | 11 ديسمبر 1826 | الدوم بيدرو الثاني    |
|        | أميلي من ليوتشتنبورغ                  | يوجين دو بوارنيه (ليوتشتنبيرغ)                           | 31 يوليو 1812  | 2 أغسطس 1829   | 7 أبريل 1831 صعود الزوج       | 24 سبتمبر 1834 وفاة الزوج           | 26 يناير 1873  | الدوم بيدرو الثاني    |
|        | الأميرة أميلي من أورليان              | فيليبي، كونت باريس (بوربون-أورليان)                      | 28 سبتمبر 1865 | 22 مايو 1886   | 22 مايو 1886                  | 19 أكتوبر 1889 أصبحت الملكة         | 25 أكتوبر 1951 | الدوم كارلوس الأول    |
|        |                                       |                                                          |                |                |                               |                                     |                |                       |

## دوقات براغانزا فخرياً
| الصورة | الاسم                                               | الوالد                                                                          | الميلاد        | الزواج         | أصبحت دوقة     | توقف عن استخدام           | الوفاة         | زوج                |
| ------ | --------------------------------------------------- | ------------------------------------------------------------------------------- | -------------- | -------------- | -------------- | ------------------------- | -------------- | ------------------ |
|        | أديلايد من لوفنشتاين-فيرتهايم-روزنبرغ               | قسطنطين، أمير لوفنشتاين-فيرتهايم-روزنبيرغ الوراثي (لوفنشتاين-فيرتهايم-روزنبيرغ) | 3 أبريل 1831   | 24 سبتمبر 1851 | 24 سبتمبر 1851 | 14 نوفمبر 1866 وفاة الزوج | 16 ديسمبر 1909 | الدوم ميغيل الأول  |
|        | الأميرة إيزابيل من ثورن وتكسيس                      | ماكسيمليان أنطون لامورال، أمير ثورن وتكسيس الوراثي (ثورن وتكسيس)                | 28 مايو 1860   | 17 أكتوبر 1877 | 17 أكتوبر 1877 | 7 فبراير 1881             | 7 فبراير 1881  | الدوم ميغيل الثاني |
|        | الأميرة ماريا تيريزا من لوفنشتاين-فيرتهايم-روزنبيرغ | كارل، أمير لوفنشتاين-فيرتهايم-روزنبيرغ السادس (لوفنشتاين-فيرتهايم-روزنبيرغ)     | 4 يناير 1870   | 8 نوفمبر 1893  | 8 نوفمبر 1893  | 11 أكتوبر 1927 وفاة الزوج | 17 يناير 1935  | الدوم ميغيل الثاني |
|        | ماريا فرانسيسكا من أورليان-براغانزا                 | بيدرو دي ألكانتارا، أمير غراو-بارا (أورليان-براغانزا)                           | 8 سبتمبر 1914  | 15 أكتوبر 1942 | 15 أكتوبر 1942 | 15 يناير 1968             | 15 يناير 1968  | الدوم دوارتي نونو  |
|        | إيزابيل دي كاسترو كرفيلو دي هيرديا                  | جورجي دي هيرديا                                                                 | 22 نوفمبر 1966 | 13 مايو 1995   | 13 مايو 1995   | شاغل                      |                | الدوم دوارتي بيو   |